# 安绍祖
安绍祖（1547年—1596年），字緒卿，號研泉，直隸常州府無錫縣（今屬江蘇省無錫市）人，明朝诗人、书法家。明朝豪商巨贾安国之长房曾长孙，东林党主要成员安希范之侄。

## 简介
安绍祖曾与欧大任及张元春为友。欧大任留有诗作：

《上巳朱在明见邀同管建初安绪卿张元春修禊韦园时在明南迁将行》

风光三月帝城春，韦曲千家俯涧滨。

燕酒共携拚酩酊，客衣频挽韨缁尘。

青丝辔转花间骑，锦带穿来柳下鳞。

醉后双童吹玉管，莫令催送渡江人。